# Transafrik International
Transafrik International es una aerolínea de carga con base en Angola.

## Historia
Transafrik fue fundada en 1984. Es una aerolínea de carga, con aviones registrados en la República de Sao Tome e Principe, utilizados actualmente por las Naciones Unidas y anteriormente por la WFP durante la guerra civil de Angola. 

## Flota
- Lockheed L-100 Hercules
- Boeing 727

## Accidentes e incidentes
El 12 de octubre de 2010, el vuelo 662 de Transafrik International, operado por un Lockheed L-100 Hercules registrado en Uganda, se estrelló tras despegar de Kabul. El accidente mató a los ocho tripulantes que viajaban a bordo.